# 金属蛋白酶
金属蛋白酶（英語： 或 ）是指任意催化机理涉及金属离子的蛋白酶，例如基质金属蛋白酶，可以分解各种细胞外基质蛋白。
大部分的金属蛋白酶需要锌离子作为辅基，但有一些使用钴。金属离子通过三种配体与蛋白质配位。配位金属离子的配体可以是组氨酸、谷氨酸、天冬氨酸、赖氨酸和精氨酸。 第四个配位位置由不稳定的水分子占据。
使用EDTA、邻二氮菲等螯合剂可使金属蛋白酶完全失活，EDTA可从蛋白酶中夺走二价的锌离子从而使蛋白酶失活。它们也受到螯合剂邻二氮菲的抑制。

## 分类
金属蛋白酶有两个亚类：
- 外肽酶、金属外肽酶（英语：Metalloexopeptidase）（EC編號：3.4.17）。
- 内肽酶、金属内肽酶（3.4.24）。众所周知的金属内肽酶包括ADAM蛋白和基质金属蛋白酶，以及 M16 金属蛋白酶，如胰岛素降解酶和前序蛋白酶[1][2]